# Bastaji (Nikšić)
Pour les articles homonymes, voir Bastaji.
Ozrinići (en serbe cyrillique: Бастаји) est un village de l'ouest du Monténégro, dans la municipalité de Nikšić.

## Démographie

### Évolution historique de la population
| 1948 | 1953 | 1961 | 1971 | 1981 | 1991 | 2003 |
| ---- | ---- | ---- | ---- | ---- | ---- | ---- |
| 89   | 85   | 89   | 106  | 107  | 125  | 146  |